# Regno di Anuradhapura

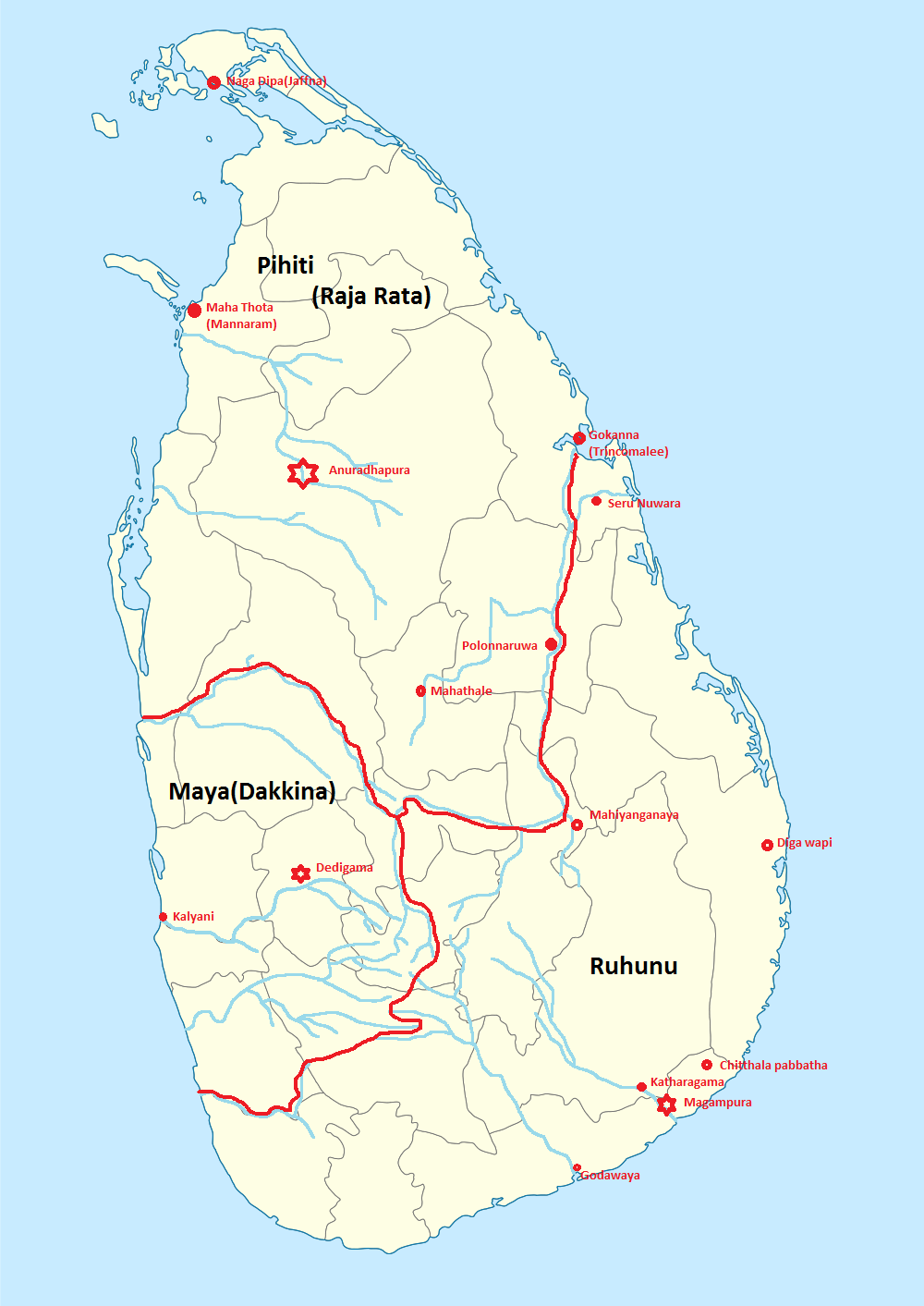
Suddivisione amministrativa del regno

Il Regno di Anuradhapura fu un regno dello Sri Lanka, chiamato così per l'omonima capitale, fu il primo regno insediatosi nell'antico Sri Lanka e il terzo centro amministrativo del regno di Rajarata.
Fu fondato dal re Pandukabhaya nel 377 a.C., l'autorità del re si estendeva attraverso tutto il paese, sebbene emergevano diverse aree indipendenti di tanto in tanto, che crebbero in numero verso la fine del regno.
Il Buddismo giocò un grande ruolo durante il regno, influenzandone la sua cultura, le leggi, e i metodi di governo.
La società e la cultura furono rivoluzionate quando la fede fu introdotta durante il regno di Devanampiya Tissa, questo cambiamento culturale divenne ancora più forte dall'arrivo della reliquia del dente di Buddha in Sri Lanka.
Le invasioni dal sud dell'India furono una minaccia costante durante tutto il regno. I re Dutthagamani, Valagamba, e Dhatusena furono noti per aver sconfitto gli indiani meridionali e riguadagnato il controllo del regno. Altre furono famosi per i loro successi militari come Gajabahu I, che lancià un'invasione contro gli invasori e Sena II che inviò un esercito per aiutare i principi pandyani.